# Interstate 43
Interstate 43 (I-43) é uma rodovia interestadual de 308,27 km (191,55 milhas) localizada inteiramente no estado americano de Wisconsin, conectando a I-39/I-90 em Beloit com Milwaukee e a I-41, a U.S. Highway 41 (US 41) e a US 141 em Green Bay. A State Trunk Highway 32 (WIS 32) passa simultaneamente com a I-43 em duas seções e a I-94, I-894, US 10, US 41, US 45 e WIS 57 se sobrepõem à I-43 uma vez cada. Não há rotas auxiliares ou comerciais conectadas à I-43, embora uma rota alternativa para direcionar o tráfego durante o fechamento de estradas esteja sinalizada ao longo das rodovias locais e estaduais do condado de Milwaukee ao norte do condado de Brown.
A I-43 surgiu como resultado de propostas de estradas com pedágio que incluíam um corredor de Milwaukee a Superior que incluía Hurley, Wausau e Green Bay. Somente a seção de Milwaukee a Green Bay foi aprovada. A rota foi originalmente planejada para seguir um alinhamento mais ou menos no meio do caminho entre a US 41 e a US 141 (esta última paralela ao Lago Michigan na época) ao longo da WIS 57. A controvérsia sobre esse local e o uso do direito de passagem levou ao estabelecimento do alinhamento atual, que segue grande parte do que foi o realinhamento da US 141 da década de 1950, de Milwaukee a Sheboygan, e um novo alinhamento de Sheboygan a Green Bay. Essa seção foi concluída em 1981.
O segmento de Beloit a Milwaukee foi desenvolvido após duas propostas separadas de interestaduais, uma delas entre Milwaukee e Beloit e a outra entre Milwaukee e Janesville. A rota Milwaukee-Beloit foi escolhida, concluída em 1976 como WIS 15 e renumerada como I-43 em 1988. Para conectar os dois segmentos, a I-43 foi sinalizada simultaneamente com o segmento leste-oeste da I-894 e com a parte norte-sul da I-94 na Região Metropolitana de Milwaukee, da I-894 até o Trevo de Marquette, que foi totalmente reconstruído, com o trabalho sendo concluído em 2008.